# Arthrocnodax moricola
Arthrocnodax moricola är en tvåvingeart som beskrevs av Jean-Jacques Kieffer 1910. Arthrocnodax moricola ingår i släktet Arthrocnodax och familjen gallmyggor. Inga underarter finns listade i Catalogue of Life.